# MBC 아침종합뉴스
《MBC 아침종합뉴스》는 MBC 표준FM에서 매일 아침 7시에 방송되었던 MBC 표준FM의 아침종합뉴스 프로그램이다.

## 역대 방송시간
| 방송 채널  | 방송 기간                          | 방송 시간                  | 방송 분량 |
| ---------- | ---------------------------------- | -------------------------- | --------- |
| MBC 표준FM | 1961년 12월 2일 ~ 2005년 10월 23일 | 매일 아침 7:00 ~ 아침 7:30 | 30분      |
| MBC 표준FM | 2005년 10월 24일 ~ 2013년 3월 24일 | 매일 아침 7:00 ~ 아침 7:25 | 25분      |
| MBC 표준FM | 2013년 3월 25일 ~ 2014년 3월 23일  | 매일 아침 7:00 ~ 아침 7:20 | 20분      |
| MBC 표준FM | 2014년 3월 24일 ~ 2017년 6월 25일  | 매일 아침 7:00 ~ 아침 7:15 | 15분      |
| MBC 표준FM | 2017년 6월 26일 ~ 2018년 2월 4일   | 매일 아침 7:00 ~ 아침 7:10 | 10분      |

## 앵커

### 평일
- 남성 : 김나진, 엄주원 아나운서
- 여성 : 김초롱, 김민형 아나운서

### 주말
- 김민호, 구은영, 이휘준 아나운서

## 지역권뉴스
평일에만 지역권뉴스를 방송했으며, MBC 아침종합뉴스 종영 이후 2018년 2월 5일부터는 광주MBC에서만 지역권뉴스를 방송한다.
| 방송국  | 프로그램 타이틀            | 진행자 |
| ------- | -------------------------- | ------ |
| 광주MBC | MBC 아침종합뉴스 광주·전남 | 연빛나 |